# Hans Hollein

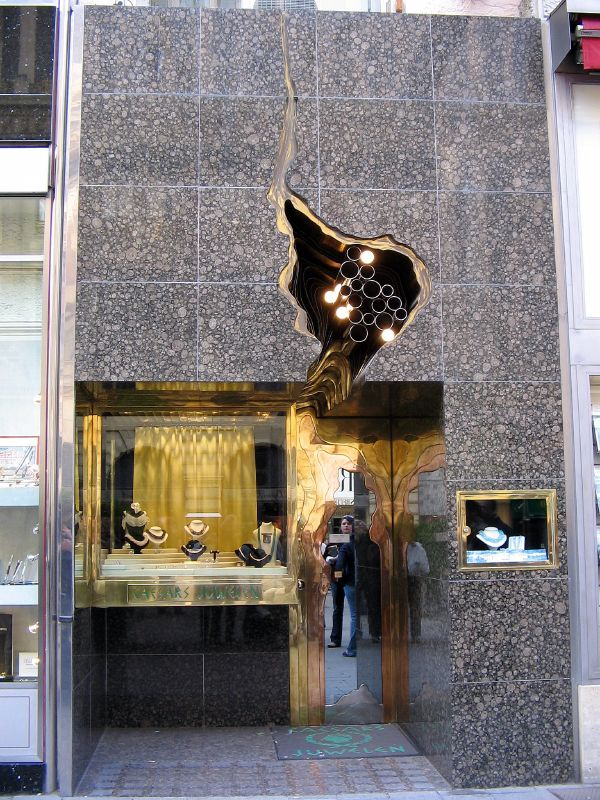
Hans Hollein – Schullin juvelerarbutik, Wien.

Hans Hollein, född 30 mars 1934 i Wien, död 24 april 2014 i Wien, var en österrikisk arkitekt.
Hollein är utbildad vid Bundesgewerbeschule och Wiens konstakademi samt vid Illinois Institute of Technology i Chicago, Illinois och University of California i Berkeley. Under sin vistelse i USA arbetade Hollein med bland andra Mies van der Rohe, Frank Lloyd Wright och Richard Neutra. Därefter arbetade han på olika arkitektkontor i Australien, Sydamerika, Sverige och Tyskland, innan han etablerade ett eget kontor i Wien 1964. 
Holleins arkitektur är intimt förknippad med Wien – dess historicerande stilar och österrikisk jugend. Sedan barocken och under hela den habsburgska epoken arbetade många konstnärer med små skiftningar av hävdvunna betydelser. Hollein fortsätter i denna tradition, kanske till och med överdriver den.
Hollein var en av funktionalismens fränaste kritiker; han anammade en teori om att "allt är arkitektur" för att slå undan benen på funktionalismens stränga formalism. Hans arkitektur beskrivs både som superfunktionalism och postmodernism.

## Projekt
- Österrikiska ambassaden, Berlin, Tyskland, 1996-2001
- Lichtforum Wien, Wien, Österrike, 1995
- Europäisches Zentrum für Vulkanismus, Saint-Ours-les-Roches, Frankrike, 1994-1997
- Moderna museet, Frankfurt am Main, Tyskland, 1987-1991
- Haas-Haus, Wien, Österrike, 1985-1990
- Stadsvilla vid Rauchstraße, Berlin, Tyskland, 1983-1985
- Volksschule, Wien-Bezirk, Österrike, 1977-1990
- Österrikiska resebyrån, Wien, Österrike, 1977-1978
- Schullin juvelerarbutik, Wien, Österrike, 1975
- Umnutzung Villa Strozzi, Florens, Italien, 1973
- Städtisches Museum Abteiberg, Mönchengladbach, Tyskland, 1972-1982
- Richard Feigen Gallery, New York, USA, 1970
- Boutique CM, Wien, Österrike, 1966-1967
- Kerzengeschäft Retti (stearinljusaffär), Wien, Österrike, 1964-1965
- Guggenheim Museum Salzburg, Salzburg, Österrike
- Michaelerplatz, Wien